# Scheißtag
Als Scheißtage wurden in Süddeutschland und Österreich unter Knechten und Dienstboten die zusätzlichen ein bis drei unbezahlten Arbeitstage bezeichnet, die die von ihnen beanspruchte Zeit für die Verrichtung des Stuhlgangs während der vereinbarten Anstellung ausgleichen sollten.
Diese Praxis gab es im 18. und 19. Jahrhundert, vereinzelt sogar bis in das frühe 20. Jahrhundert. Die „Scheißtage“ wurden nach Ablauf des Dienstvertrages, meist nach Lichtmess, oder am Ende eines jeden Jahres am 29. oder 30. Dezember geleistet.
Heutzutage wird der Begriff Scheißtag vulgär-umgangssprachlich für einen schlechten Tag verwendet.